# Українці Республіки Комі

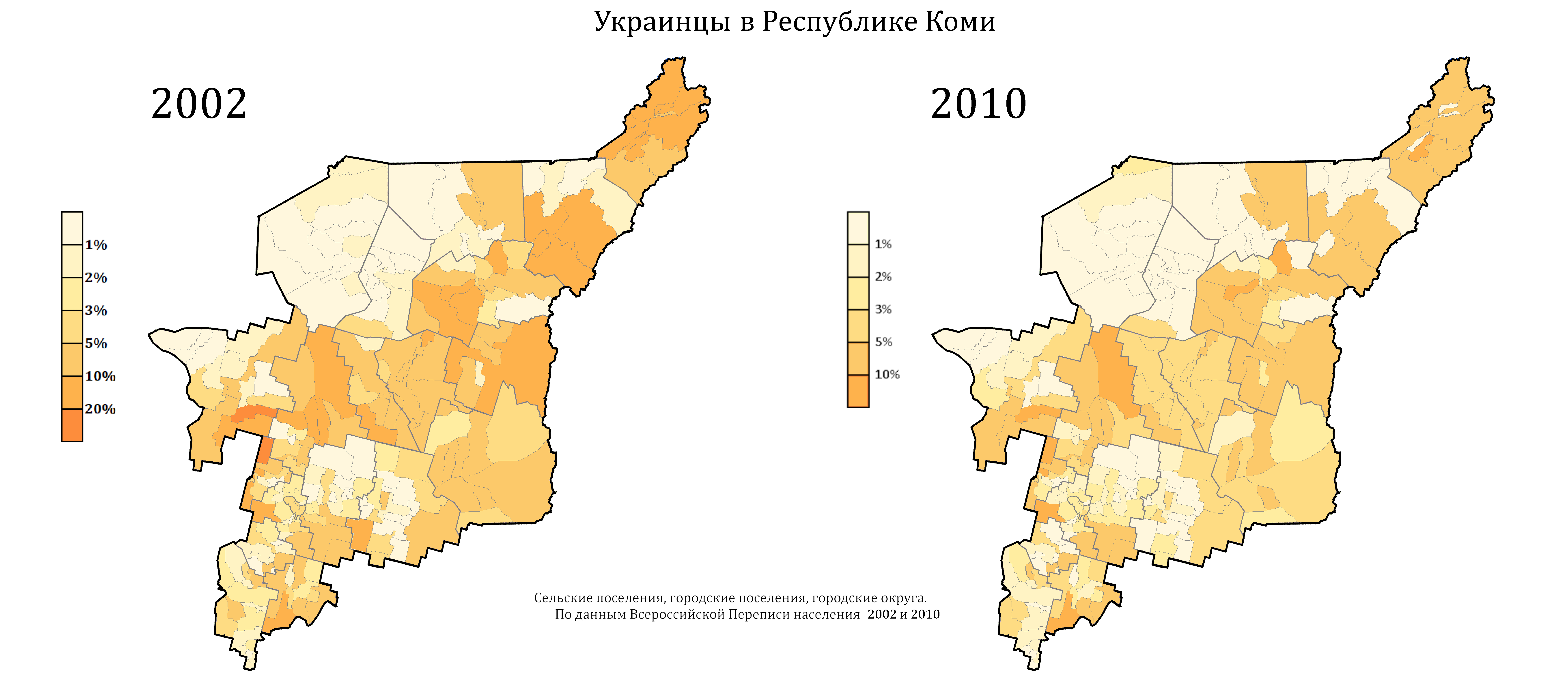
Розселення українців у Республіці Комі за міськими та сільськими поселеннями, переписи 2002 та 2010 рр.

Українці Республіки Комі — одна з етнічних громад на території Республіки Комі, яка сформувалася історично та зробила значний внесок в освоєння й розвиток цього північного суб'єктуРосії. Більшість сучасної української діаспори становлять нащадки політичних репресованих і спецпереселенців, які опинилися на території в 1930—1950-х роках, а також українські фахівці, що переселилися з УРСР під час промислового розвитку регіону в другій половині ХХ століття.
За даними перепису населення 2010 року чисельність українців становить 36 082 осіб (4,2%) — це третя найбільша етнічна група Республіки Комі. Пік української присутності припав на 1989 рік, коли в республіці проживало понад 100 тисяч українців.
За даними перепису 2020—2021 років 11 041 особа (1,93 % серед тих, хто вказав національну приналежність, та 1,50 % серед усього населення) вказали себе українцями. З них 9 307 осіб (2,27 % / 1,63 %) проживали у міській місцевості, 1 734 особи (1,07 % / 1,04 %) — у сільській. Володіння українською мовою в республіці вказали 6 734 особи (1,14 % серед тих, хто вказав володіння будь-якою мовою, та 0,91 % серед усього населення), з яких 5 683 особи (1,34 % / 0,99 %) проживали у міській місцевості, 1 051 особа (0,64 % / 0,63 %) — у сільській. Про використання української мови в повсякденному житті заявили 2 607 осіб, з яких 2 230 осіб проживали у міській місцевості, 377 осіб — у сільській.

## Історія
Громадян, висланих в примусовому порядку в період репресивної політики держави з місць постійного проживання у віддалені райони країни (СРСР) в 1930—1950-і рр., називали спецпереселенцями.
У Північний край спецпереселенці почали заселятися з 1930 року під час масової колективізації і розкуркулення в центральних і південних районах Радянського Союзу. За даними досліджень, до Північного краю з Української РСР в 1930-31 рр. було відправлено 19 658 сімей, або близько 100 000 осіб.
Виділяють кілька етапів формування української діаспори в Республіці Комі:
- Перша хвиля. 15 липня 1930 року в 16 км від села Грива Сисольського району Комі АРСР з'явилося поселення Воквад. Станом на 8 червня 1933 року в 30 бараках поселення проживало 396 сімей: всього 1712 осіб, з них 799 чоловіків, 913 жінок і 655 дітей. За працездатністю вони розподілилися так: 1 категорія — 906 людей, 2 категорія — 357 людей, 3 категорія — 449 людей. Керував поселенням комендант. Поселенці працювали на лісозаготівлі. Тут були росіяни, українці, німці, башкири, татари та інші. У 1930 році в Комі АРСР прибуло 354 перших українців-«спецпереселенців». У період 1930-1936 рр. їх кількість щороку зростала.
- Друга хвиля. Наступна хвиля заселення українцями Комі пов'язана з депортаціями «соціально чужих елементів» із Західної України в 1940—41 рр.
- Третя хвиля. Наприкінці Другої світової війни і в період до 1953 року в Комі АРСР з'явилася нова велика група репресованих українських громадян — це жителі південних і західних областей Української РСР, члени сімей учасників ОУН і УПА. Репресовані прибували з Житомирської, Одеської, Івано-Франківської, Рівненської, Тернопільської, Київської областей. На 01 січня 1947 року в Комі АРСР налічувалася 5531 особа — член сімей учасників ОУН і УПА. 1949 року українці становили 9,5% від загального числа переселенців, більше було тільки німців і росіян. До кінця 1954 року тільки в Інтінському таборі українці становили 24% всіх ув'язнених.
- Четверта хвиля. У 1956-1958 рр. українці їхали на Північ так званим оргнабором для роботи на шахтах Воркути і Інти. Частка українців у північній промисловій частині Комі становила 41,3%.
- П'ята хвиля. У наступні роки українці та їхні сім'ї їхали на Північ через роботи. Передбачалося, що на Півночі можна більше заробити більше. Фахівці — випускники вузів і технікумів — прямували на Крайню Північ за держрозподілом.
- Шоста хвиля. У 2014 році до Республіки Комі почали прибувати організовані групи так званих «вимушених біженців» зі сходу України. Переселення пов'язано з початком бойових дій в Донецькій і Луганській областях між членами терористичних організацій «ДНР» і «ЛНР» і Збройними силами України. Багато хто з прибулих у республіку приїхали до своїх родичів, які проживають тут на постійній основі як українці Росії.

## Чисельність
Динаміка чисельності українців Республіки Комі згідно з даними переписів населення:
|          | 1926 р., людей | %        | 1939 р., людей | %        | 1959 р., людей | %        | 1989 р., людей | %        | 2002 р., людей | %        | 2010 р., людей | %        | 2021 р., людей | %        |
| -------- | -------------- | -------- | -------------- | -------- | -------------- | -------- | -------------- | -------- | -------------- | -------- | -------------- | -------- | -------------- | -------- |
| усього   | 207 314        | 100,00 % | 318 996        | 100,00 % | 806 199        | 100,00 % | 1 250 847      | 100,00 % | 1 018 674      | 100,00 % | 901 189        | 100,00 % | 737 853        | 100,00 % |
| українці | 34             | 0,02 %   | 6 010          | 1,88 %   | 80 132         | 9,94 %   | 104 170        | 8,33 %   | 62 115         | 6,13 %   | 36 082         | 4,22 %   | 11 041         | 1,50 %   |

## Українські організації в Республіці Комі
Громадські інтереси української громади представляє громадська організація національно-культурна автономія (НКА) «Україна».
25 жовтня 1991 року на зборах українців міста Сиктивкар було засновано організацію Товариство національної культури "Україна" в Комі РСР. 1997 року організація перейменовано в національно-культурну автономію українців (НКА) «Україна» в Республіці Комі. Засновниками НКА стали Іван Олійник, Ольга Шевчук, Ніна Питова. Головами громади були: Марія Ковальчук (1989-1995), Ольга Шевчук (1995-2005), Михайло Бедрековський (2005-2006), Василь Гапонеко (2005-2007), Костянтин Заболотний (2007-2008), Микола Доломина (2008-2011); з 2011 року чинним головою став Олександр Павленко.
У республіці 8 міст і 13 районних муніципальних округів — і всюди проживають українці. У всіх містах і 10 районах діють місцеві громади відповідно до Статуту НКА «Україна». Основні цілі діяльності — збереження народних традицій, культури, української творчості.
У 2016 році Національно-культурна автономія українців в Комі відзначила 25-річний ювілей у Домі дружби народів. Під час святкового заходу була проведена концертна програма за участю творчих колективів. Хор «Україна», який виступив практично в повному складі, виконав кілька пісень. Привітали українців і представники інших автономій Комі. Козаки заспівали пісні українською мовою, білоруси читали вірші і співали, молодіжний колектив німецької автономії виступив з танцем.
Окрім концертної програми, відбулася презентація книги Наталії Дубської «Українці в Республіці Комі», приурочена до 25-річчя створення громадської організації. У книзі розповідається про українців, які волею долі опинилися на території Комі. Серед них були і Герої СРСР, соцпраці, вчені, письменники, політики, а також прості трудівники, які працювали на благо республіки. Н. Дубська розповіла, що матеріал для своєї книги вона збирала, працюючи в архівах і в Комі регіональному фонді щодо увічнення пам'яті жертв репресій «Покаяння». У майбутньому автор планує видати книги про кожне з відділень національно-культурної автономії українців в Комі.